# Friedrich Adam
Friedrich Adam (Monaco di Baviera, 18 luglio 1847 – 1928) è stato un architetto tedesco, membro della famiglia Adam.

## Biografia
Figlio di Benno Adam e nipote di Albrecht Adam, dopo gli studi al Politecnico di Monaco lavorò a Pola, all'epoca porto austro-ungarico, dove progettò il Casinò Navale della città, realizzato nel 1872 e poi ricostruito nel 1913. Fu in seguito assistente di Karl von Hasenauer per l'Esposizione mondiale di Vienna del 1873.